# 魯平
魯平（1927年9月27日—2015年5月3日），男，汉族，祖籍四川閬中，生于上海，中华人民共和国政治人物。1949年至1978年長期於宋慶齡創辦的中国福利会旗下對外宣傳英語雜誌《中国建设》任職（後來易名《今日中國》），最高職位是副總編輯。1980年起主管中國收回香港事務，歷任國務院港澳事務辦公室主任及香港基本法起草委員會祕書，上海市宋庆龄基金会前任主席。

## 生平

### 精通英語加入中国福利会
魯平祖籍四川閬中，於上海租界出生及成長，中學時於英國辦的私立雷士德工學院就讀，日本侵華期間，雷士德工學院被日本人接管，魯平遂轉讀美國聖公會辦的私立聖約翰大學附中。1947年在美國聖公會辦的私立上海圣约翰大学农学院毕业，参加进步学生活动。
1945年加入中国共产党，1947年曾任约友联谊社干事。1949年，在宋慶齡在上海創辦的中国福利会工作，該組織的核心領導层為中國的「国际友人」，办公语言是英语，魯平曾任翻译组组长、人事科长、團总支书记等职。中国福利会旗下有對外宣傳英語雜誌《中国建设》（China Reconstructs，後來易名《今日中國》），魯平1953年任中国建设杂志社办公室主任，1962年调任编辑室主任、副总编辑，1978年后调离杂志社。1966－1976年在文革上海的經歷不詳。

### 港澳辦
魯平1978年調任港澳辦，开始接管香港、澳门移交主權的工作。1980年代初的香港前途谈判，鲁平作为中方的谈判人，是中英谈判的关键人物之一。1984年，中英联合声明签署，香港面临重大的信心危机问题，鲁平作为中方的首席官员第一次面对探讨一国两制下的政制方案。魯平以通曉英語而知名於港澳辦，與不善於普通話的香港政界人物非官方交談，亦會用英語，2014年李柱銘回憶魯平曾以英文勸告他「批評中共可以，但用詞不宜太盡」。1991年3月出席由外商主導的香港總商會晚宴，亦以英語致辭介紹一國兩制。1994年出席香港特區預委會會議後面對外媒再次用英語保證1997年後香港不變。
1980年代，任職國務院港澳事務辦公室綜合組組長，其後升至秘書長。1985年，任職香港基本法起草委員會副秘書長。1987年8月，升任至國務院港澳事務辦公室副主任。
六四事件後，不少人對香港前途感到憂慮。當時港督衛奕信在施政報告宣佈一系列措施，以圖挽回香港人及投資者的信心，包括宣佈推行耗資龐大的「港口及機場發展計劃」（簡稱「新機場計劃」）。中方認為英方此舉會把香港的豐厚儲備花光，遂高調表達不滿，爭取過問新機場計劃。當時的港澳辦副主任魯平曾對著鏡頭一連質問了三次「你說怎麼辦？」，而被香港傳媒送上「魯怎辦」的外號。魯平退休出任浙江大學教授時，被香港傳媒問起這個外號，他表示他知道，不過並沒有放在心上。
1990年11月，升任至國務院港澳事務辦公室主任。1992年10月，在中國共產黨第十四次全國代表大會上當選為中央委員。
1992年，末任香港總督彭定康發表其首份施政報告，推出「新九組」九五政改方案，大幅度增加香港立法局直選議席，惹來中國政府不滿。時任國務院港澳事務辦公室主任的魯平，代表當局斥責彭定康为「千古罪人」，這話引起轩然大波，被指代表中國政府強硬的意識形態及對香港問題毫不妥協的立場。1993年7月，任香港特別行政區籌備委員會預備工作委員會副主任委員、秘書長。1996年1月，任香港特別行政區籌備委員會副主任委員、秘書長。香港回歸後，1997年7月，卸任港澳辦主任一職，在他擔任港澳辦主任的年代，港澳辦對港的影響力較新華社香港分社（後來的中聯辦）為大。1997年9月，在中國共產黨第十五次全國代表大會上卸任中央委員席位。
2007年5月，鲁平在接受香港有线电视新聞专访时首次透露，当年为挽救香港大资本财团的信心，中央曾打算在第三国设立保险基金，让财团可以直接把资产转移到第三国家，确保投资信心。

## 逝世
2015年5月3日19时20分，鲁平在北京医院病逝，享年87岁。2015年5月9日上午，在北京八宝山公墓举行遗体告别仪式，三任中共中央总书记习近平、江泽民、胡锦涛等送了花圈，香港行政长官梁振英、国务院港澳办主任王光亚、香港中联办主任张晓明等也纷纷到场送别。

## 评价
中共官方评价为：“鲁平同志的一生，是革命的一生，奋斗的一生。在国务院港澳办近20年的工作中，他坚决贯彻中央对港澳工作的决策部署，坚定执行“一国两制”方针和政策，勇于探索，求真务实，殚精竭虑，呕心沥血，积极致力于香港、澳门回归祖国的工作，受到广大港澳同胞的普遍尊敬，为香港、澳门回归祖国作出了重要贡献。”

## 家庭
魯平夫人奚亮，他們育有一子一女魯恭和魯昭，儿媳是著名小提琴演奏家姚珏。

## 著作
- 《魯平口述香港回歸》，魯平口述、錢亦蕉整理，三聯書店（香港）2009年1月初版，ISBN 978-962-04-2842-5